# 三重県道711号新田野原線
三重県道711号新田野原線（みえけんどう711ごう しんでんのはらせん）は、三重県多気郡大台町から同県度会郡大紀町に至る一般県道である。

## 概要

### 路線データ
- 起点：三重県多気郡大台町栃原131の5番地先[1][2]
- 終点：三重県度会郡大紀町野原字久保1324番地先[1][2]（三重県道38号伊勢大宮線交点）

## 沿革
- 1959年（昭和34年）
  - 1月25日  - 認定[3]
    - 起点：三重県多気郡大台町大字新田
    - 終点：三重県度会郡大宮町大字野原

  - 3月31日 - 道路区域の決定[4]
  - 5月19日 - 道路の供用開始[5]

三重県多気郡大台町大字栃原131の5番地先 から
三重県多気郡大台町大字栃原627番地先 を経て
三重県度会郡大宮町大字野原字久保1324番地先 まで（延長 1.62km）
- 2002年（平成14年）3月29日 - 県道の路線認定の一部改正[6]（起点の変更）
  - 起点：三重県多気郡大台町大字栃原

- 2007年（平成19年）4月1日 - 県道の路線認定の一部改正[7]（住所表記変更、自治体合併に伴う変更）
  - 起点：三重県多気郡大台町栃原
  - 終点：三重県度会郡大紀町野原

## 通過する自治体
- 三重県
  - 多気郡大台町
  - 度会郡大紀町

## 接続する道路
- 大台町道（起点：大台町大字栃原）
- 三重県道709号相鹿瀬大台線（大台町大字新田）
- 三重県道38号伊勢大宮線（終点：大宮町大字野原）

## 周辺
- JR紀勢本線 栃原駅
- 熊野街道（国道42号）
- 大台町立協和中学校
- 栃原郵便局